# Horrors of Hell
Horrors of Hell − kompilacja amerykańskiej grupy deathmetalowej Vital Remains, składająca się z utworów z wczesnych dem zespołu. Album wydało Century Media w roku 2006. Wszystkie utwory zostały nagrane na nowo. Nakład limitowany do 5000 kopii.

## Lista utworów
1. "Of Pure Unholyness" – 6:16
2. "Frozen Terror" – 5:32
3. "Human Sacrifice" – 4:56
4. "Resurrected" – 6:33
5. "Fallen Angels" – 4:05
6. "Excruciating Pain" – 3:41
7. "Nocturnal Blasphemy" – 5:09
8. "Vital Remains" – 5:08
9. "Smoldering Burial" – 2:59
10. "Morbid Death" – 2:38
11. "Reduced to Ashes" – 2:50
12. "More Brains" – 2:58
13. "Slaughter Shack" – 4:37

- Utwory 1-2 z "Black Mass" 7” (1991)
- Utwory 3-7 z Excruciating Pain (Demo, 1990)
- Utwory 8-13 from the Reduced to Ashes (Demo, 1989)

## Twórcy
- Tony Lazaro - gitara
- Jeff Gruslin - wokale
- Paul Flynn - gitara prowadząca
- Tom Supkow - gitara basowa (8-13)
- Chris Dupont - perkusja (8-13)
- Joe Lewis - gitara basowa, wokale (1-7)